# Nicola Sansone
Nicola Sansone (* 10. September 1991 in München) ist ein deutsch-italienischer Fußballspieler, der seit September 2023 bei der US Lecce unter Vertrag steht.

## Karriere

### Vereine
Sansone kam in München auf die Welt und begann das Fußballspielen beim Stadtteilverein SV Neuperlach. 2002 wechselte er dann in die Jugendabteilung des FC Bayern München, wo er in der Saison 2009/10 in die zweite Mannschaft von Trainer Mehmet Scholl berufen wurde. Sein Pflichtspiel-Debüt gab er am 6. Februar 2010 (23. Spieltag) bei der 0:2-Niederlage im Auswärtsspiel gegen Dynamo Dresden, als er in der 56. Minute für David Alaba eingewechselt wurde. Bis zum Ende der Saison folgten drei weitere Einwechselungen. In der Folgesaison erzielte er am 23. Oktober 2010 (13. Spieltag) bei der 2:3-Niederlage im Heimspiel gegen Rot Weiss Ahlen mit dem Treffer zum zwischenzeitlichen 1:1 auch sein erstes Drittligator. Am 29. Oktober 2010 (10. Spieltag) gehörte Sansone – aufgrund der Personalnöte – erstmals überhaupt zum Bundesliga-Kader, kam beim 4:2-Sieg im Heimspiel gegen den SC Freiburg aber nicht zum Einsatz.
Im Sommer 2011 gab der italienische Erstligist FC Parma den Wechsel des ablösefreien Sansone bekannt. Im September desselben Jahres wurde er für ein Jahr an den Zweitligisten FC Crotone verliehen. Am 3. September 2011 (3. Spieltag) debütierte er gegen die SS Juve Stabia in der Serie B. In seinem ersten Einsatz in der Coppa Italia gelang ihm bei der 2:4-Niederlage im Auswärtsspiel gegen den FC Bologna ein Tor.
Zur Saison 2012/13 kehrte Sansone in den Kader des FC Parma zurück. Er debütierte am 26. September 2012 (5. Spieltag) im Spiel gegen den CFC Genua in der Serie A. In seinem zweiten Einsatz am 9. Spieltag gegen den FC Turin erzielte er sein erstes Tor. Am 8. Dezember 2013 (15. Spieltag) gelangen ihm beim 3:3-Unentschieden im Auswärtsspiel gegen Inter Mailand erstmals zwei Tore in einem Ligaspiel im Seniorenbereich.
In der Winterpause der Saison 2013/14 wechselte Sansone zum Ligarivalen US Sassuolo Calcio.
Im August 2016 wechselte Sansone nach Spanien zum FC Villarreal, bei dem er einen Fünfjahresvertrag erhielt. Die Ablösesumme soll dabei 13 Millionen Euro betragen haben.
Im Sommer 2023 wechselte er zur US Lecce.

### Nationalmannschaft
Sansone debütierte am 29. November 2007 für die U-17-Nationalmannschaft Italiens bei der 1:2-Niederlage gegen die Auswahl der Ukraine. Für die U-18-Nationalmannschaft absolvierte er ebenfalls nur ein Spiel. Beim 3:0-Erfolg über die Auswahl Dänemarks am 14. Januar 2009 erzielte er sein erstes Länderspieltor. Am 11. März 2009 spielte er erstmals für die U-19-Nationalmannschaft. Dem Spiel gegen die Auswahl Norwegens folgten weitere Einsätze gegen Albanien, San Marino, Irland und zuletzt am 17. März 2010 gegen die Auswahl Deutschlands. Ebenfalls gegen Deutschland absolvierte Sansone am 29. Februar 2012 sein erstes und einziges Spiel für die U-20-Auswahl. Nur zwei Monate später, am 25. April 2012, debütierte er gegen die Auswahl Schottlands in der U-21-Nationalmannschaft. Im Juni 2013 erreichte Sansone mit der von Devis Mangia trainierten Mannschaft bei der Europameisterschaft in Israel das Finale, das mit 2:4 gegen die Auswahl Spaniens verloren wurde.
Im Mai 2015 wurde Sansone von Nationaltrainer Antonio Conte für einen Lehrgang der Nationalmannschaft nominiert, der zur Vorbereitung auf die Länderspiele gegen Kroatien und Portugal stattfand. In der Partie gegen Portugal am 16. Juni gab Sansone sein Länderspieldebüt. Im Oktober 2016 gegen Mazedonien und im November 2016 gegen Deutschland wurde Sansone zwei weitere Male eingesetzt. Seine letzte Nominierung stammt aus dem März 2017.

## Erfolge
- Zweiter der U21-Europameisterschaft 2013